# Typhlotanais greenwichensis
Typhlotanais greenwichensis är en kräftdjursart som beskrevs av Sueo M. Shiino 1970. Typhlotanais greenwichensis ingår i släktet Typhlotanais och familjen Nototanaidae. Inga underarter finns listade i Catalogue of Life.